# William Henry Perkin, Jr.
William Henry Perkin, Jr. (Sudbury (Londres), 17 de junho de 1860 — Oxford, 17 de setembro de 1929) foi um químico orgânico inglês.
É lembrado principalmente por suas pesquisas fundamentais sobre a degradação de compostos orgânicos naturais.
Em 1906 foi eleito membro correspondente da Academia de Ciências de Göttingen e em 1911 da Academia de Ciências da Baviera.